# Medusza
Medusza (Μέδουσα) a görög mitológiából ismert gorgó szörnyalakok közé tartozik. Az ijesztő nőalak haja helyén kígyók, viperák vannak, teste pedig pikkelyes. Történetének több változata is ismert. 
Egyik ilyen történet szerint Medusza eredetileg egy gyönyörű lánynak született, ezért rengeteg kérőt tudhatott magának. Athéné átka miatt vált ijesztő szörnyeteggé. Az átok oka az volt, hogy Poszeidón, a tengerek istene Athéné templomában megerőszakolta Meduszát, emiatt az istennő haragos lett. 
Csúfsága miatt mindenki kővé dermedt, ha rápillantott Medusza arcára. Perszeusz Athéné adta pajzs által le tudta győzni a szörnyet és beteljesítve Polüdektész király akaratát, parancsát elvitte neki a nő fejét, amit később Perszeusz használt ellenségei legyőzésekor. Ő volt az egyetlen gorgó, aki halandó volt.